# Anger of the Dead
 (décembre 2024).
Si vous disposez d'ouvrages ou d'articles de référence ou si vous connaissez des sites web de qualité traitant du thème abordé ici, merci de compléter l'article en donnant les références utiles à sa vérifiabilité et en les liant à la section « Notes et références ».
 (décembre 2024).
 (décembre 2024).
La mise en forme du texte ne suit pas les recommandations de Wikipédia : il faut le « wikifier ».
Les points d'amélioration suivants sont les cas les plus fréquents. Le détail des points à revoir est peut-être précisé sur la page de discussion.
- Les titres sont pré-formatés par le logiciel. Ils ne sont ni en capitales, ni en gras.
- Le texte ne doit pas être écrit en capitales (les noms de famille non plus), ni en gras, ni en italique, ni en « petit »…
- Le gras n'est utilisé que pour surligner le titre de l'article dans l'introduction, une seule fois.
- L'italique est rarement utilisé : mots en langue étrangère, titres d'œuvres, noms de bateaux, etc.
- Les citations ne sont pas en italique mais en corps de texte normal. Elles sont entourées par des guillemets français : « et ».
- Les listes à puces sont à éviter, des paragraphes rédigés étant largement préférés. Les tableaux sont à réserver à la présentation de données structurées (résultats, etc.).
- Les appels de note de bas de page (petits chiffres en exposant, introduits par l'outil «  Source ») sont à placer entre la fin de phrase et le point final[comme ça].
- Les liens internes (vers d'autres articles de Wikipédia) sont à choisir avec parcimonie. Créez des liens vers des articles approfondissant le sujet. Les termes génériques sans rapport avec le sujet sont à éviter, ainsi que les répétitions de liens vers un même terme.
- Les liens externes sont à placer uniquement dans une section « Liens externes », à la fin de l'article. Ces liens sont à choisir avec parcimonie suivant les règles définies. Si un lien sert de source à l'article, son insertion dans le texte est à faire par les notes de bas de page.
- La présentation des références doit suivre les conventions bibliographiques. Il est recommandé d'utiliser les modèles {{Ouvrage}}, {{Chapitre}}, {{Article}}, {{Lien web}} et/ou {{Bibliographie}}. Le mode d'édition visuel peut mettre en forme automatiquement les références.
- Insérer une infobox (cadre d'informations à droite) n'est pas obligatoire pour parachever la mise en page.

Pour une aide détaillée, merci de consulter Aide:Wikification.
Si vous pensez que ces points ont été résolus, vous pouvez retirer ce bandeau et améliorer la mise en forme d'un autre article.
Pour plus de détails, voir Fiche technique et Distribution.
Anger of the Dead, également connu sous le nom d'Apocalisse Zero, est un film d'horreur italien sorti en 2015 écrit et réalisé par Francesco Picone. Le film a été produit par Uwe Boll, Luca Boni et Marco Ristori.
Pour créer ce film, Francesco Picone a adapté son propre court-métrage du même titre.

## Synopsis
(décembre 2024).
Le film débute dans un monde plongé dans le chaos. Une épidémie inexpliquée a transformé la majorité de la population humaine en morts-vivants agressifs et affamés de chair humaine. Alice (Roberta Sparta), une femme enceinte, est l'une des rares survivantes. Elle vient de perdre son mari dans une attaque de zombies et est maintenant seule, essayant de se protéger tout en préservant son avenir.
Alice rencontre deux autres survivants, Stephen (Aaron Stielstra) et Peter (Marius Bizău). Ensemble, ils décident de quitter leur refuge temporaire pour rejoindre un lieu supposément sécurisé, une colonie décrite comme une « zone sans infectés ». Leur voyage est cependant semé d’embûches. Outre les hordes de zombies qui errent dans les paysages dévastés, ils doivent également affronter des groupes de survivants hostiles qui n’hésitent pas à s’en prendre à leurs semblables pour assurer leur propre survie.
En parallèle, le film introduit un mystérieux personnage, connu simplement sous le nom de "Docteur" (Michael Segal). Ce dernier mène des expériences inquiétantes sur les zombies dans un laboratoire clandestin. Il espère découvrir un remède ou exploiter la situation pour des motivations encore plus sombres. Les agissements du Docteur ajoutent une nouvelle menace, car il considère les survivants comme des sujets d'expérimentation potentiels.
Le groupe d'Alice est constamment confronté à des dilemmes moraux. Doivent-ils aider d'autres survivants au risque de leur propre sécurité, ou agir de manière égoïste ? Ces décisions mettent à l'épreuve leur humanité, surtout dans un monde où la brutalité est devenue la norme.
Au fil du film, des flashbacks révèlent la vie qu'Alice menait avant l'épidémie, mettant en lumière les traumatismes qui l'ont transformée en une survivante résiliente.
Le Docteur finit par croiser la route d'Alice et de ses compagnons, et leurs vies sont bouleversées. Alice se retrouve capturée et forcée d’affronter les horreurs des expériences du Docteur, notamment l’utilisation d’humains et de zombies comme cobayes. Ce face-à-face met en évidence non seulement les limites de l’humanité dans ce monde apocalyptique, mais aussi la lutte acharnée d’Alice pour protéger son enfant à naître.
Durant le combat final, Alice parvient à s’échapper, mais pas sans perte. Le film se termine sur une note ambivalente, soulignant que même dans un monde dévasté, l’espoir et la résilience peuvent survivre, mais à un prix élevé.

## Fiche technique
- Titre : Anger of the Dead
- Réalisation : Francesco Picone[2]
- Scénario : Francesco Picone[3]
- Production : Uwe Boll, Luca Boni, Marco Ristori
- Musique : Gabriele Caselli[4]
- Photographie : Mirco Sgarzi[5]
- Montage : Francesco Picone[6]
- Sociétés de production : Event Film Distribution, Extreme Video Snc
- Pays d'origine :  Italie
- Genre : Horreur, Post-apocalyptique
- Durée : 84 minutes
- Sortie[7] :
  - Canada : 21 février 2015 (Granite Planet International Film Festival)
  - Italie : 26 avril 2015 (Fi-Pi-Li Horror Festival)
  - Espagne : 11 mai 2015 (C-Fem, Festival De Cine Fantástico Europeo De Murcia)
  - Grèce : 14 mars 2015 (Horrorant Film Festival)
  - États-Unis : 
    - 29 mars 2015 (Mad Monster Party)
    - 8 janvier 2016 (en salles)
    - 2 février 2016 (en DVD)

## Distribution
- Roberta Sparta : Alice
- Aaron Stielstra : Capitaine Rooker
- Marius Bizau : Stephen
- Désirée Giorgetti : Prisonnière
- Michael Segal : Peter
- David White : Ben
- Claudio Camilli : Hulk
- Chiara Paoli : Allie

## Accueil critique
Frank Scheck du Hollywood Reporter est négatif sur le film, regrettant notamment un « montage frénétique » qui amène une « incompréhension visuelle ». Martin Tsai du Los Angeles Times remarque que les personnages féminins du films sont soumis à une « cruauté indescriptible » et dénonce une « réalisation particulièrement misogyne et misanthrope ». Matt Boiselle de Dread Central est plutôt positif, estimant que malgré quelques passages lents, l'histoire est « décente » et fait « avancer le film ». Ce dernier présenterait par ailleurs une profonde « plongée dans l'humanité ». Matt Boiselle déclare : « pour la première fois depuis des lustres, je me suis vraiment soucié de certains des personnages ». Au contraire, Trace Thurman de Bloody Disgusting estime que le scénario est sans intérêt et que le film est « mal joué ». Trace Thurman estime cependant que le film est bien réalisé et que les maquillages sont réussis.
Sur le site Rotten Tomatoes, les avis sont assez négatifs : "Se présentant comme un méli-mélo de scénarios rejetés pour « The Walking Dead », « Anger of the Dead » révèle un cinéma particulièrement misogyne et misanthrope".